# Kleine Fettschwanzspringmaus
Die Kleine Fettschwanzspringmaus (Pygeretmus platyurus) ist ein in Kasachstan und Turkmenistan verbreitetes Nagetier in der Familie der Springmäuse. Das Typusexemplar wurde in der Nähe des Aralsees an einem Fluss gefunden.

## Merkmale
Mit einer Kopf-Rumpf-Länge von 75 bis 115 mm, einer Schwanzlänge von 70 bis 95 mm und einem Gewicht von 19 bis 69 g ist die Art deutlich kleiner als die Große Fettschwanzspringmaus (Pygeretmus shitkovi) und in der Statur vergleichbar mit dem Erdhasen (Pygeretmus pumilio). Weibchen sind etwas größer als Männchen. Es kommen 30 bis 36 mm lange Hinterfüße und 18 bis 25 mm lange Ohren vor. Das lehmfarbene Fell der Oberseite wird zu den Flanken hin etwas gelblicher und die Unterseite ist hellgrau mit gelben Tönungen. Typisch ist die schwarze Spitze am durch Fett dicken Schwanz. Die Art trägt keine Haare auf den Sohlen der Füße. Weitere Unterscheidungsmerkmale zu anderen Gattungsvertretern sind abweichende Details des Schädels und des männlichen Penis.

## Verbreitung
Die Kleine Fettschwanzspringmaus bewohnt die zentralen Bereiche von Kasachstan und erreicht das nördliche Kaspische Meer sowie das nördliche Turkmenistan. Sie hält sich in Wüsten, Halbwüsten und trockenen Steppen auf. Typische Gewächse sind salzresistente Pflanzen, wie Mitglieder der Unterfamilie Salsoloideae, sowie Pflanzen der Gattung Artemisia.

## Lebensweise
Die Exemplare graben einfach Baue aus einem Tunnel und angeschlossenen Kammern. Am Eingang ist der Tunnel breiter, damit sich die Tiere drehen können. Auf dem Grund springt dieses Nagetier meist, wobei Weiten von bis zu 54 cm und Geschwindigkeiten bis zu 5,3 m/s erreicht werden. Bei Gefahr versteckt sich die Springmaus in einer Senke oder hinter einer Pflanze. Die Aktivität findet allgemein in einem Umkreis von 70 bis 110 Metern um den Bau statt. Im Winter und bei säugenden Weibchen ist das Nest meist weiter ausgebaut. Die Wohnkammer liegt durchschnittlich 35 cm unter dem Grund. Der Bau wird zum Ende der Abenddämmerung zur Nahrungssuche verlassen und noch vor der Morgendämmerung wieder aufgesucht. Zwischen Oktober und April hält die Kleine Fettschwanzspringmaus Winterschlaf.
Die Nahrung besteht überwiegend aus grünen Blättern und Sukkulenten, die gelegentlich mit Körnern komplettiert wird. Die meisten Nachkommen werden zwischen Ende April und Mitte Mai geboren, auch wenn die Paarungszeit bis in den Juni reicht. Ein Wurf enthält 2 bis 8 Neugeborene. Diese sind nach dem ersten Winter geschlechtsreif.

## Gefährdung
Regional können sich Landschaftsveränderungen negativ auswirken. Die IUCN listet die Art aufgrund der geringen Bedrohung und aufgrund der weiten Verbreitung als nicht gefährdet (least concern).